# Charles de Melun
 (septembre 2021).
Si vous disposez d'ouvrages ou d'articles de référence ou si vous connaissez des sites web de qualité traitant du thème abordé ici, merci de compléter l'article en donnant les références utiles à sa vérifiabilité et en les liant à la section « Notes et références ».
Charles de Melun (branche d'Esprenne et de La Borde) est un noble français, grand maître de France, seigneur de Normanville, décapité en 1468.
Au commencement du règne de Louis XI, il jouissait d’une grande faveur ; mais à l’époque de la ligue du Bien public (il était alors gouverneur de Paris et de la Bastille) on acquit la preuve qu’il entretenait des relations secrètes avec les seigneurs soulevés.
Louis XI ne laissa pas cette trahison impunie ; il priva Charles de Melun de toutes ses charges, puis fit instruire son procès. Charles déclara que, s’il avait eu des relations avec les chefs de la ligue, c’est qu’il en avait reçu l’autorisation du roi. À cette affirmation, Louis XI répondit par une dénégation absolue, qui équivalait à un arrêt de mort. Après avoir subi la torture, Charles de Melun fut décapité au Petit-Andely. On raconte que, ayant été manqué au premier coup, il se redressa et proclama son innocence.
Ses biens furent confisqués et donnés au comte de Dammartin, son implacable ennemi ; mais, sous Charles VIII, on réhabilita sa mémoire et on rendit ses biens à ses enfants. Tant qu’il avait été le favori de Louis XI, Charles de Melun avait montré un faste et une mollesse qui lui avaient valu le surnom de Sardanapale de son temps.

### Source
« Charles de Melun », dans Pierre Larousse, Grand dictionnaire universel du XIXe siècle, Paris, Administration du grand dictionnaire universel, 15 vol., 1863-1890 [détail des éditions].